# Удмурты

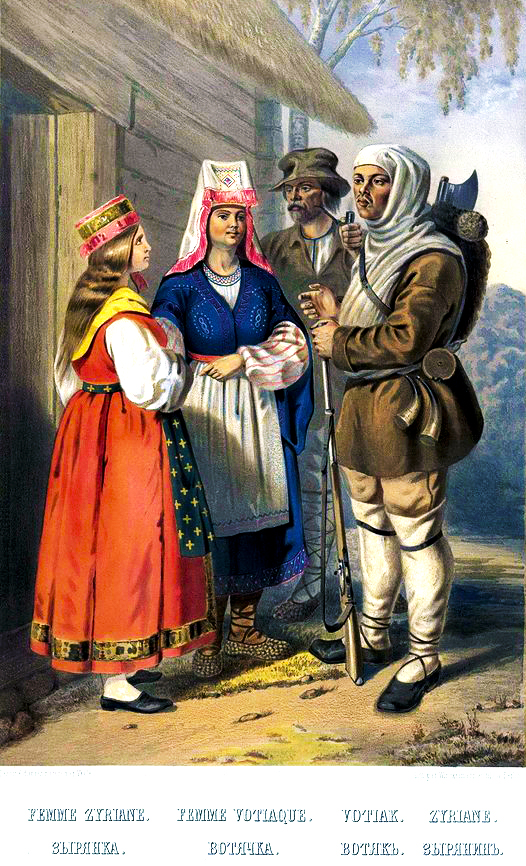
Зыряне и удмурты в традиционной одежде. 1862

Удму́рты (удм. удмурт, мн. ч. удмуртъёс; устаревшее русское название — вотяки́) — финно-угорский народ, в основном проживающий в Удмуртии и соседних регионах России. 
Говорят на удмуртском языке, который относится к пермской группе финно-угорских языков уральской семьи. Согласно переписи 2020 года, говорящих на нём было 255 877 человек.
По переписи 2010 года, в России проживало около 552 тысяч удмуртов, в том числе в самой Удмуртии — 410 тысяч. По переписи 2021 года, в России проживало около 386 465 удмуртов.

## Название
В современном удмуртском языке самоназвание удмуртов членится на две части — уд- (с неясным значением) и -мурт «человек, мужчина» (иранское заимствование). Этимология первой части слова не вполне ясна. По мнению С. К. Белых и В. В. Напольских, этноним удмурт восходит к иранскому *anta-marta «житель окраины, пограничья; сосед» — относительно степного ираноязычного мира, соответствуя одному из названий древних славян — анты «жители окраины».
Прежнее русское название — вотяки́ (отяки, воть, отяцкая чудь) — восходит к тому же корню уд-, что и самоназвание удмурт, но через марийское посредство — о́до «удмурт».

## Антропология и генетика
Исследования краниологических параметров черепов из удмуртских захоронений XVII—XIX веков свидетельствуют об их принадлежности к локальному прикамскому варианту европеоидной расы. Наиболее близкими к их антропологическому комплексу являются коми-пермяки. Из средневековых материалов ближайшие к «общеудмуртским» чертам имеют серии из могильников юго-западных районов Удмуртии и северо-западного Татарстана, где находилась предполагаемая прародина удмуртов.
На общеудмуртском фоне выделяется среднечепецкая группа, облик которой сближается с карелами, ижорой и коми-зырянами — то есть восточнобалтийским типом, в древности имевший широкое распространение в Европе. Предполагается, что причиной этого было растворение в северных удмуртах остатков населения чепецкой культуры.
Согласно данным, собранным в 1996 году в Можгинском районе Удмуртии, для современных южных удмуртов характерен в целом европеоидный облик с уралоидной примесью, заметной лишь у женщин. Мужчинам свойственны средний рост, крупная мозговая коробка суббрахикефальной формы, удлинённое среднеширокое лицо, средняя ширина нижней челюсти, которая заметно превосходит ширину лба, широкий нос, средней толщины губы, умеренная пигментация волос и глаз с немного повышенным процентом рыжеволосых, волосы в основном прямые мягкие, борода средне развита, все признаки глазной области европеоидные при некоторой зауженности глазной щели, эпикантус редок, лицо хорошо профилированное, нескуластое, но широковатое, нос хорошо выступающий, вогнутость спинки выражена у мужчин лишь в качестве слабой тенденции. В целом характеристика удмуртов обнаруживает много общего с характеристикой коми-зырян и марийцев. У женщин отчетливо проявляется ослабление европеоидного типа благодаря присутствию субуральских (уралоидных) черт, характерных для населения Волго-Камья: уменьшение роста, размеров головы и лица особенно по продольной оси, изменение формы лица в сторону относительной «низколицести», потемнение волос, увеличение присутствия тугих по форме волос, эпикантуса и вогнутых спинок носа, резкое ослабление профилированности лица, а также увеличение скуластости и понижение переносья.

### Генетика
В 2004 году было опубликовано исследование, согласно которому у удмуртов на первом месте находится Y-хромосомная гаплогруппа N1a1-M46/Page70/Tat (ранее N1c1, N3) — 56,3 %, на втором месте — N1a2b (ранее N1b, N2) — 28,7 %, на третьем — R1a (10,3 %), на четвёртом — R1b (2,3 %). В 2015 году было опубликовано исследование Y-хромосомных гаплогрупп 53 удмуртов из Ижевска и Якшур-Бодьинского района Удмуртии. 
Были получены следующие результаты:
| Гаплогруппа | Число индивидов | %    |
| ----------- | --------------- | ---- |
| N           | 33              | 62,3 |
| R1b1b2      | 11              | 20,8 |
| R1a1a       | 9               | 17   |

## История

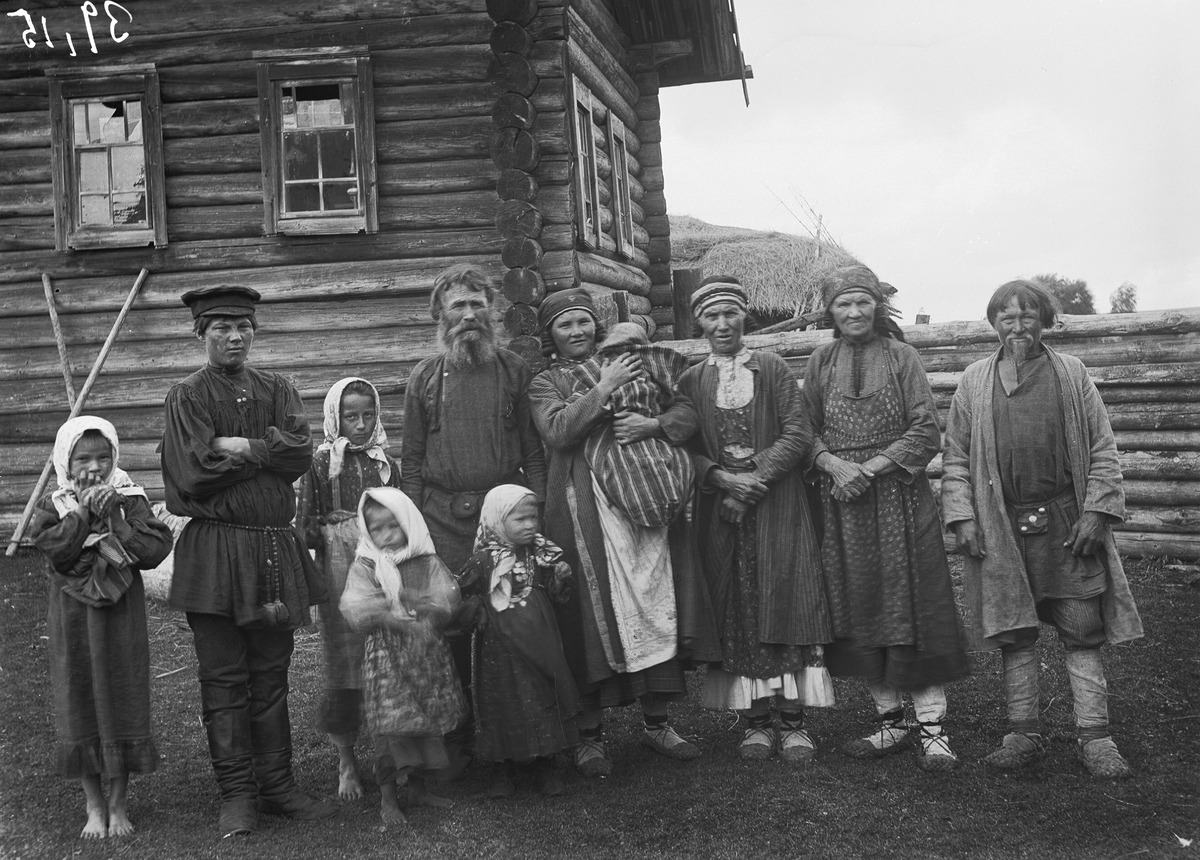
Удмурты в 1907 г.

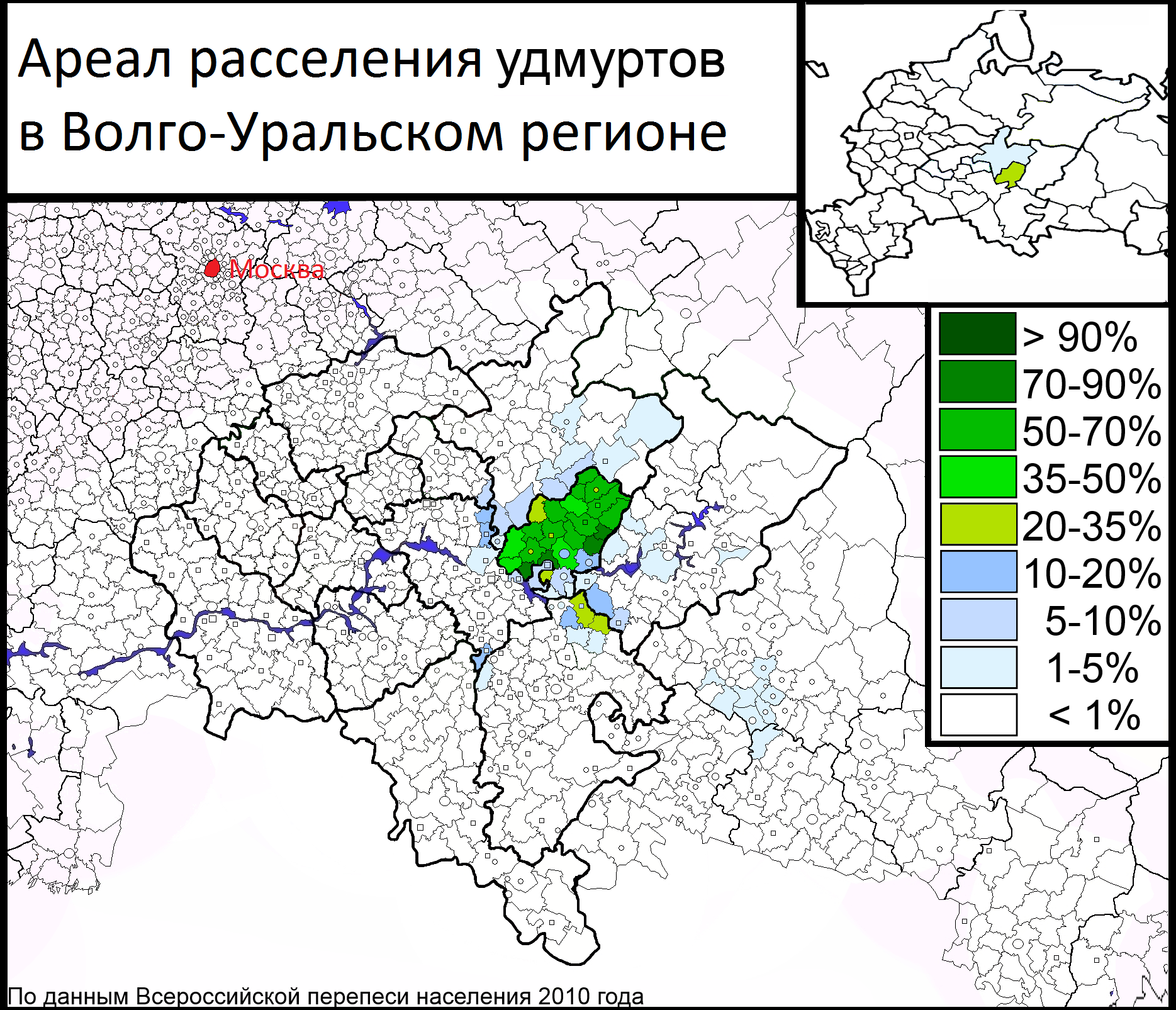
Ареал расселения удмуртов в Волго-Уральском регионе. По данным Всероссийской переписи населения 2010 года

Удмуртский народ возник в результате распада прапермской этнолингвистической общности и является автохтонным населением среднего Предуралья и Прикамья. В языке и культуре удмуртов заметно влияние русских (особенно у северных удмуртов), а также различных тюркских племён — носителей R- и Z-тюркских языков (у южных удмуртов в особенности заметно влияние татарского языка и культуры).
Наиболее вероятным ареалом формирования древнеудмуртских племён был бассейн нижнего течения Вятки. От ананьинской культуры линию этногенеза удмуртов исследователи проводят через пьяноборскую и азелинскую культуру. В конце I тысячелетия н. э. под давлением марийцев, а затем в начале II тысячелетия, в связи с проникновением на Вятку славянского населения, удмурты постепенно отошли на левобережье Вятки, на современную территорию своего расселения.
В XII веке в бассейне средней Вятки появились первые русские поселенцы. Во 2-й половине XIII века рядом с центром этнотерриториальной группы «ватка́» (вятские удмурты) был построен русский город Хлынов (Вятка). В XIV веке он стал центром Вятской вечевой республики. По удмуртским преданиям, от Хлынова удмурты переселились на Чепцу. На Чепце, согласно преданию, они встретились с ещё одной этнотерриториальной группой «калме́з» (кильмезские удмурты). Северные удмурты больше тяготели к территориям Русского Севера и вошли в состав Вятской земли. По предположениям Л. Д. Макарова, удмурты вошли в состав федерации волостей Вятской земли, а удмуртская знать принимала участие в управлении республикой.
Южная часть удмуртов — ары, Арская земля — платили дань булгарам, а их знать стали опорой булгарских, позже — ордынских наместников.
Северо-удмуртские земли вошли в состав России с окончательным присоединением Вятской земли в 1489 году. Нерусская социальная верхушка — арские князья — вместе с русской феодальной прослойкой вывезена в Москву, а затем возвращена обратно. Арские князья получили от московских великих князей право «призывать» на свои земли «казанских людей». В начале XVI века начинается миграция удмуртов из Казанского ханства на Вятку, удмурты осваивают бассейн Чепцы, который после угасания чепецкой археологической культуры был  практически не заселен около двухсот лет. В колонизации бассейна Чепцы участвовали как северные удмурты, вместе с бесермянами, продвигавшиеся с верхней Чепцы, так и южные удмурты из бассейнов Кильмези и Ижа. Окончательное вхождение удмуртских земель в состав Русского государства происходит после падения Казани в 1552 году, когда царские полки 10 дней «воевали Арскую сторону всю».
Административно южные удмурты вошли в Арскую и Зюрейскую даруги Казанского уезда, и стали «ясачными крестьянами». Северные удмурты проживали в Хлыновском уезде Вятской земли.
Территории расселения удмуртов на рубеже XVI-XVII веков практически не отличались от современных.
В 1780 было из Вятской и частично Казанской и Свияжской провинций было образовано Вятское наместничество, с 1796 — Вятская губерния. С этого времени большая часть удмуртского народа стала проживать внутри одной административной единицы. В Вятской губернии удмурты компактно проживали в Елабужском, Глазовском, Сарапульском, Малмыжском, Уржумском и Вятском уездах.
Численность удмуртов в России по ревизиям XVIII века:
| Год (ревизия)      | Тыс. чел. |
| ------------------ | --------- |
| 1719 (1-я ревизия) | 48,1      |
| 1745 (2-я ревизия) | 61,0      |
| 1763 (3-я ревизия) | 92,3      |
| 1782 (4-я ревизия) | 114,1     |
| 1795 (5-я ревизия) | 134,9     |

По результатам Всероссийской переписи населения 1897 года удмурты (с удмуртским как родным языком), проживали в следующих губерниях:
| Губерния        | Мужчин  | Женщин  | Всего   |
| --------------- | ------- | ------- | ------- |
| Вятская         | 185 515 | 192 378 | 377 893 |
| Уфимская        | 11 457  | 11 050  | 22 507  |
| Казанская       | 4892    | 4787    | 9679    |
| Пермская        | 3304    | 3201    | 6505    |
| Самарская       | 1028    | 1090    | 2118    |
| Другие губернии | 2179    | 89      | 2268    |
| Всего в империи | 208 375 | 212 595 | 420 970 |

Из них в городах проживало 2245 человек (или 0,53 % от всей численности народа).
Декретом ВЦИК РСФСР от 4 ноября 1920 года была образована Вотская автономная область. В нее вошли Сарапул, Воткинск, Елабуга, Бондюга, Кизнерский район. Вне пределов Вотской автономии оставалось 100 тысяч удмуртов.
Постановлением Президиума ВЦИК от 1 января 1932 года ВАО была переименована в Удмуртскую АО (с 1934 — Удмуртская АССР, с 1991 — Удмуртская Республика).

## Язык и письменность
Удмурты говорят на удмуртском языке, входящем в финно-угорскую ветвь уральской языковой семьи. Он близок языку коми, вместе с которым входит в пермскую группу. В 1930-е годы был создан современный удмуртский алфавит.
В 1920—1930 годы были заложены основы национальной начальной школы с преподаванием на удмуртском языке; были открыты педагогические техникумы и издавались учебники.
Закон СССР об образовании 1958 года предоставлял родителям детей нерусской национальности право выбора языка обучения для своих детей, что сократило долю школ, преподающих на удмуртском языке. Кроме того, началось сокращение преподавания на национальном языке как на родном: в 1958 году обучение на удмуртском как родном языке сократилось с семи классов до первых четырёх, в 1972 году — до первых трёх классов. Продолжительность изучения удмуртского языка в национальных школах как отдельного предмета составляла восемь лет. В конце 1980-х в Удмуртской АССР насчитывалось 344 национальные школы с 29 тыс. учащихся — около трети от всех школьников в республике. В основном они изучали удмуртский как отдельный предмет, около 2000 детей непосредственно обучались на удмуртском языке.
Количество национальных школ выросло с 342 в 1999 году до 376 в 2000 году, однако затем, из-за спада рождаемости, снизилось до 355 в 2006 году.
Количество носителей удмуртского языка сокращается, и, по данным ЮНЕСКО, он находится сегодня под угрозой исчезновения. Перепись 2010 года показала 324 338 носителей, тогда как перепись 2020 года — уже 255 877.

## Основные занятия
Традиционные занятия удмуртов — пашенное земледелие, животноводство, меньшую роль играло огородничество. Например, в 1913 году в общих посевах зерновые составили 93 %, картофель — 2 %. Культуры: рожь, пшеница, ячмень, овёс, гречиха, просо, конопля, лён. Выращивали рабочий скот, коров, свиней, овец, птицу. На огородах культивировали капусту, брюкву, огурцы. Важную роль играли охота, рыболовство, пчеловодство и собирательство.
Развиты были ремёсла и промыслы — рубка леса, заготовка древесины, смолокурение, мукомольное производство, прядение, ткачество, вязание, вышивка. Ткани для нужд семьи полностью производились дома (удмуртские холсты ценились на рынке). С XVIII века сложились металлургия и металлообработка.
Основная социальная ячейка — соседская община (бускель) — несколько объединений родственных семей. Преобладали малые семьи, но были и большие. Такая семья имела общее имущество, земельный надел, совместное хозяйство, жила на одной усадьбе. Некоторые отделялись, но при этом сохранялись элементы общего хозяйства, то есть родственная взаимопомощь.

## Уровень образования
Перепись 2010 года показала, что уровень образования российских удмуртов ниже, чем в среднем у населения РФ. По переписи 2010 года, среди удмуртов лишь 11,9 % имели высшее или послевузовское образование (23 526 человек из 198 161 лиц удмуртской национальности в возрасте 20 лет и старше, указавших уровень образования). При этом среди жителей России всех национальностей доля лиц с высшим образованием в 2010 году составила 24,4 % (среди лиц в возрасте 20 лет и старше, указавших уровень образования).

## Материальная культура

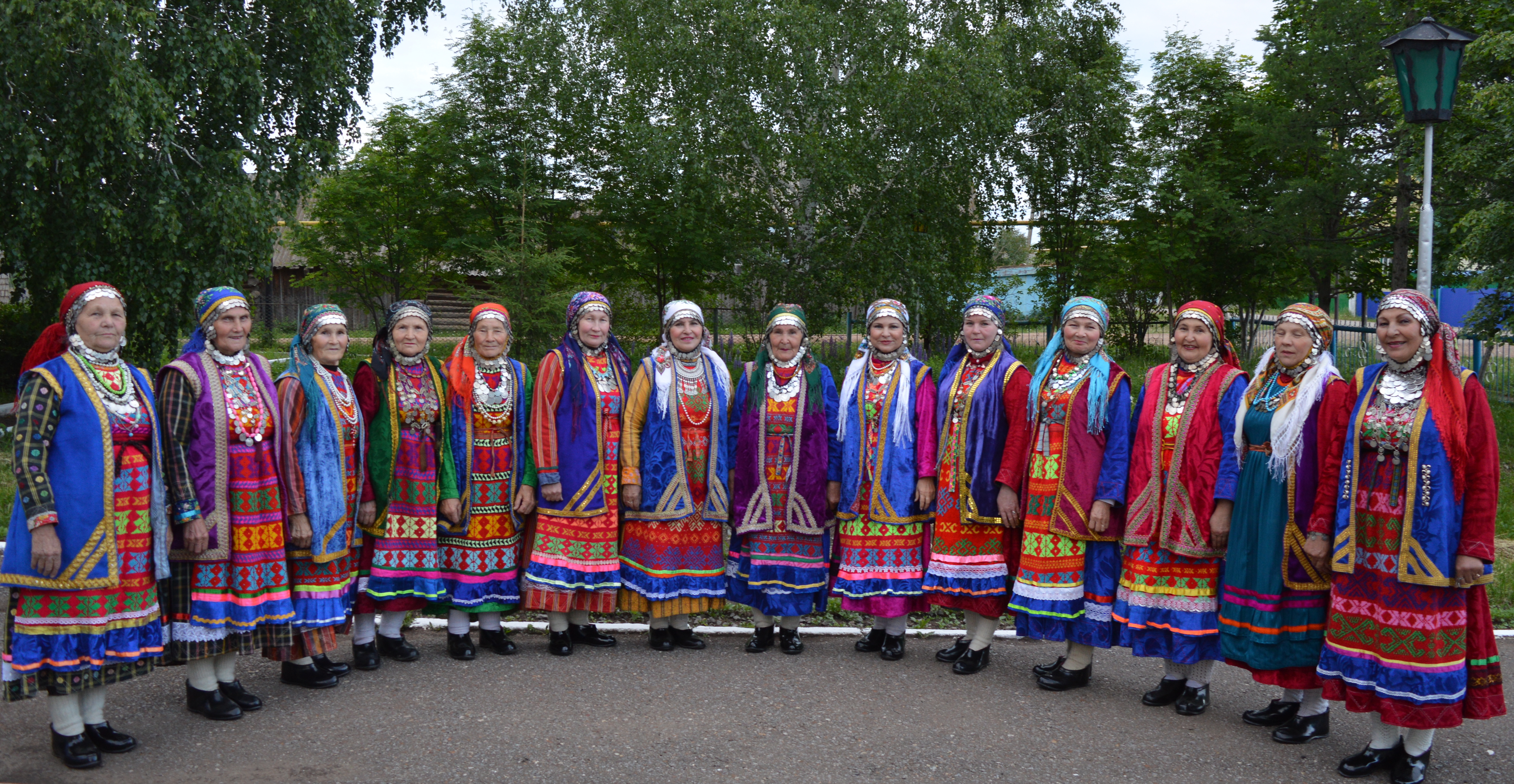
Закамские удмуртские женщины в национальной одежде

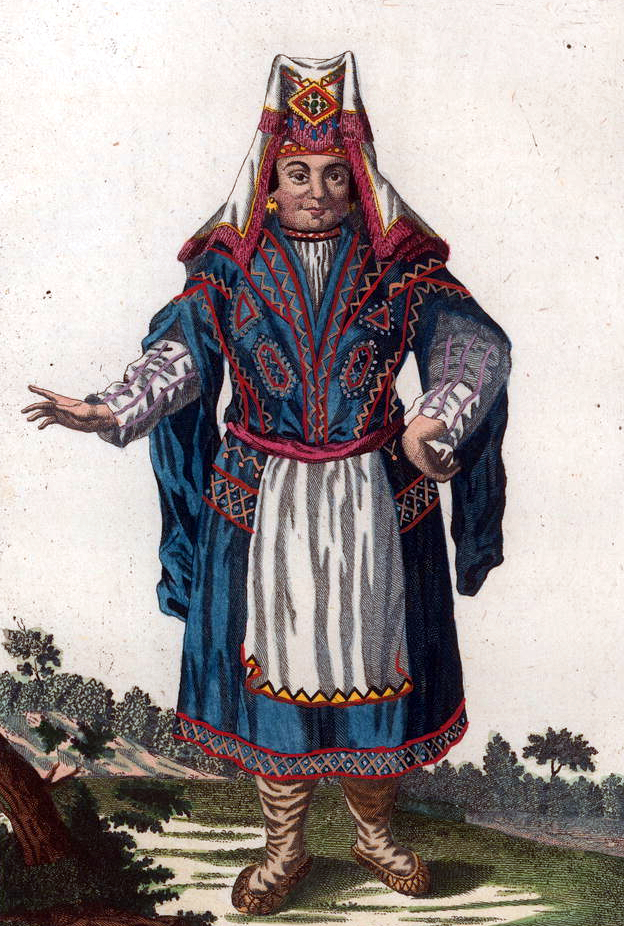
Вотячка. Конец XVIII века

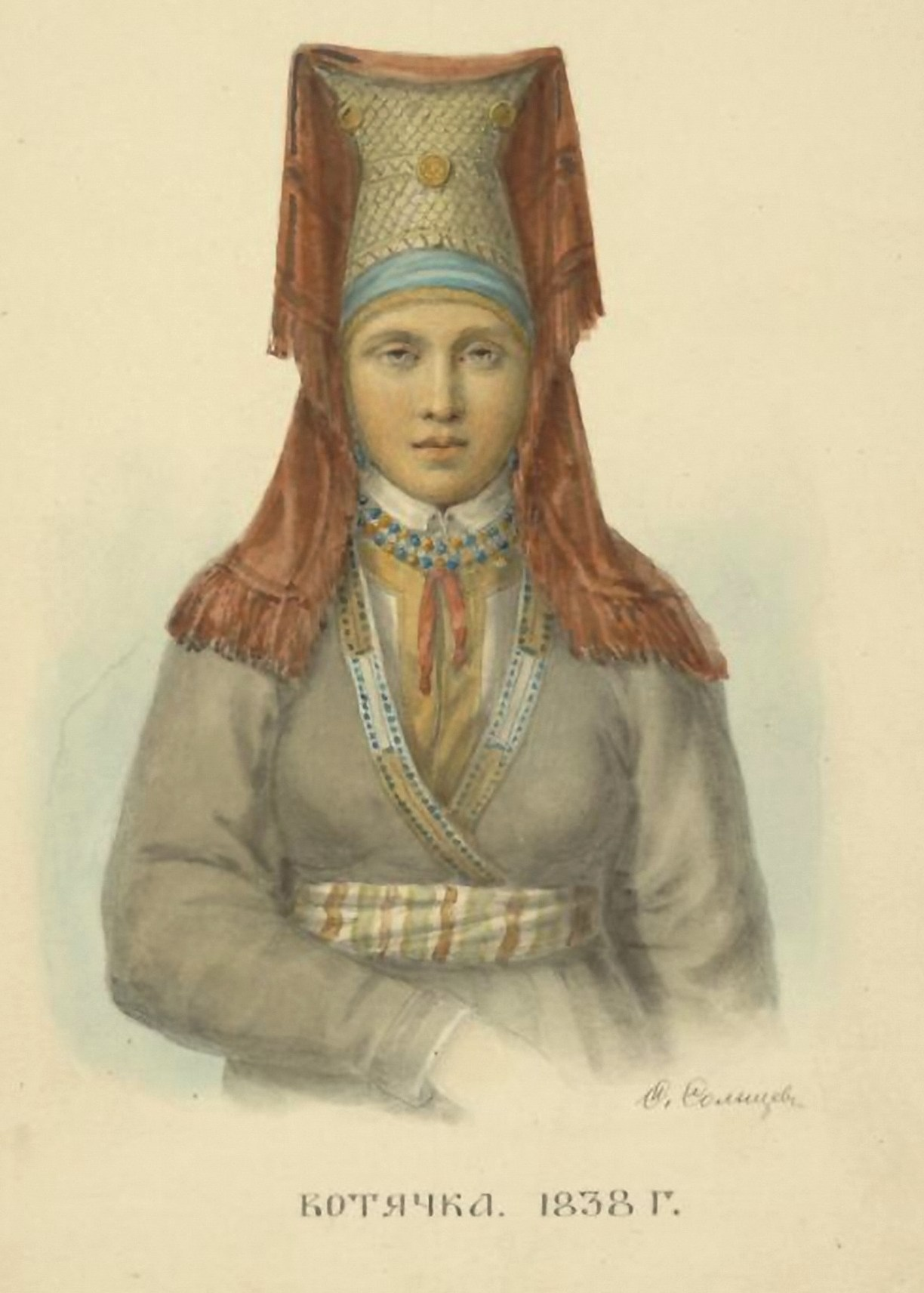
Фёдор Солнцев. Вотячка. 1838 год

### Жилище
Типичное поселение удмуртов — деревня (удм. гурт), располагающаяся цепочкой вдоль реки или вблизи родников, без улиц, с кучевой планировкой (до XIX века). Жилище — наземная бревенчатая постройка, изба (корка́), с холодными сенями. Крыша — двускатная, тесовая, ставилась на самцах, а позже на стропилах. Углы рубились в обло, пазы прокладывались мхом. Зажиточные крестьяне стали ставить в XX веке дома-пятистенки, с зимней и летней половинами, или 2-этажные дома, иногда с каменным низом и деревянным верхом. В качестве летней кухни и для семейных обрядов нередко использовалась упрощённая срубная постройка архаичного типа с очагом — куала.
В домах находилась глинобитная печь (гур), с подвешенным у северных удмуртов, и вмазанным, как у татар, котлом. По диагонали от печи располагался красный угол, со столом и стулом для главы семьи. По стенам — скамьи и полки. Спали на полатях и на нарах. Двор включал погреб, хлевы, навесы, кладовые.

### Одежда
Северо-удмуртский женский костюм включал рубаху (дэре́м), с прямыми рукавами, вырезом, съёмный нагрудник, халат (шортдэре́м), опояску. На рубашку под камзол прикрепляется красный матерчатый нагрудник, обшитый позументом и бархатом. Одежда — белая. У южных белая одежда была ритуальной, бытовая — цветной, украшенной. Это та же рубаха, безрукавка (саэсте́м), или камзол, шерстяной кафтан. Обувь — узорные чулки и носки, башмаки, валенки, лапти (кут).
На голове носили налобные повязки (йыркерттэт), полотенце (чалма, весяк кышет), высокую берестяную шапку, обшитую холстом с украшениями и покрывалом (айшон). Девичьи уборы — укотуг, платок или повязка, такья, шапочка с украшениями. У северных удмуртов преобладали из украшений вышивка, бисер, бусы, у южных — монеты. Украшения — цепочки (жильы), серьги (пель угы), перстни (зундэс), браслеты (поскес), ожерелье (весь).
Мужской костюм — косоворотка, синие в белую полоску штаны, валяные шляпы, шапки из овчины, из обуви — онучи, лапти, сапоги, валенки.
Верхняя одежда без половых различий — шубы.
О развитии декоративно-прикладного искусства у удмуртов средневековья ничего не известно. В XIX веке сложились такие виды народного искусства, как вышивка, узорное ткачество (ковры, дорожки, покрывала), узорное вязание, резьба по дереву, плетение, тиснение по бересте. Вышивали на холсте гарусными нитками, шёлковыми и хлопчатобумажными, мишурой. Орнамент — геометрический, преобладали цвета красный, коричневый, чёрный, фон — белый. У южных удмуртов под влиянием тюрков вышивка более полихромна. В XIX веке вышивку заменяет узорное ткачество, а узорное вязание живёт до сих пор. Вяжут чулки, носки, варежки, головные уборы.

### Кухня
В питании удмурты сочетали мясную и растительную пищу. Собирали грибы, ягоды, травы. Супы (шыд) — разные: с лапшой, грибами, крупой, капустой, уха, щи, окрошка с хреном и редькой. Молочные продукты — ряженка, простокваша, творог. Мясо — вяленое, печёное, но чаще отварное, а также студень (куалекьясь) и кровяные колбасы (виртырем). Типичны пельнянь(пельмени (слово заимствовано русскими из языка коми — ближайших родственников удмуртов), лепёшки зыретэн табань (с яичной подливкой) и перепечи — открытые ватрушки с загнутыми вверх краями из пресного ржаного теста с несладкой начинкой, блины (мильым). Хлеб (нянь). Из напитков популярны свекольный квас (сюкась), морсы, пиво (сур), медовуха (мусур), самогон (кумышка).

## Духовная культура

### Фольклор
Из фольклора удмуртами были созданы мифы, легенды, сказки (волшебные, о животных, реалистические), загадки.
Главное место занимает лирическое песенное творчество. Эпический жанр развит слабо, представлен разрозненными преданиями о Дондинских богатырях, предпринимались попытки объединить эти предания в цикл наподобие Калевипоэга.
Существует народное музыкальное и танцевальное творчество. Танцы — самые простые — хождение по кругу с танцевальными движениями (круген эктон), парный перепляс (ваче эктон), есть танцы втроём и вчетвером.
Исторические музыкальные инструменты: гусли (крезь), варган (ымкрезь), свирель и флейта из стеблей трав (чипчирган, узьы гумы), волынка (быз) и др. В наше время их вытеснили балалайка, скрипка, гармонь, гитара.
Народная мифология удмуртов близка мифологиям других финно-угорских народов. Для неё характерна антагонистичная космогония (борьба доброго и злого начал), трёхчленное деление мира (верхний, средний и нижний), культ наделённого личностью Неба в качестве Творца. Верховное божество — Инмар (также одним из главных богов считался Кылдысин). Злой дух, соперник Инмара — Вукузё, или Шайтан, создавший остальных злых существ. Божество домашнего очага, хранитель рода — воршуд. Многочисленны низшие духи: вумурт — водяной, гидмурт — дух хлева, нюлэсмурт — дух леса, тӧлпери — дух ветра, нюлэсмурт, тэлькузё — леший, ягпери — дух бора, лудмурт — дух луга и поля, кутӥсь — злой дух, насылающий болезнь, и др. Весьма значительным является влияние народного христианства и ислама (религиозный календарь, мифологические сюжеты).
Развитым был языческий клир — жрец (вӧсясь), резник (парчась), знахарь (туно). Условно к клиру может быть причислен тӧро — уважаемый человек, присутствующий при всех церемониях.
Изображения народных божеств неизвестны, хотя этнографы XIX века упоминают наличие удмуртских «идолов» (из дерева или даже серебра).
Почиталась священная роща (луд); некоторые деревья имели сакральное значение (берёза, ель, сосна, рябина, ольха).

### Праздники
Основой календарно-праздничной системы удмуртов (как крещёных, так и некрещёных) является юлианский календарь с кругом православных праздников. Основные праздники — Рождество Христово, Крещение, Пасха, Троица, Петров день, Ильин день, Покров.
- Ымусьтон — Рождество
- Вожодыр («время святочной нечисти») — Святки.
- Гырыны потон («выход плуга»), быдӟым нунал («великий день») или акашка́ — начало весенней страды.
- Гербер (Гырон Быдтон)— окончание пашни
- Выль ӝук («новая каша») — приготовление каши и хлеба из нового урожая.
- Сӥзьыл юон («осенний пир») — окончание уборки урожая.
- Выль шуд, сӥль сиён — начало забоя скота.

Праздновались и вскрытие рек (йӧ келян) и появление первых проталин (гуждор шыд).